# Konrad Brook
Der Konrad Brook ist ein etwa 90 km langer Zufluss der Labradorsee im Nordosten der Labrador-Halbinsel in der kanadischen Provinz Neufundland und Labrador.

## Flusslauf
Der Konrad Brook bildet den Abfluss eines etwa 420 m hoch gelegenen namenlosen Sees. Der Konrad Brook fließt anfangs etwa 6 km nach Süden, bevor er sich nach Osten wendet. Er fließt anschließend beinahe schnurgerade durch ein tief eingeschnittenes Tal längs einer Verwerfung. Bei Flusskilometer 80,5 befindet sich ein 3,1 m hoher Wasserfall. Zwischen Flusskilometer 64 und 53 durchfließt der Konrad Brook einen bis zu 950 m breiten namenlosen See, der eine Flussverbreiterung darstellt. Bei Flusskilometer 3,2 km befindet sich ein 9,2 m hoher Wasserfall. Dieser bildet vermutlich ein unüberwindliches Hindernis für Wanderfische. Der Konrad Brook mündet schließlich in das Südufer der Voisey’s Bay, 38 km südsüdwestlich von Nain. Das Einzugsgebiet des Konrad Brook umfasst 569 km². Etwa 7 km weiter südlich verläuft der Flusslauf des Kogaluk River auf einer Strecke von über 60 km beinahe parallel.

## Fischfauna
Auf den unteren 3,2 Flusskilometern des Konrad Brook kommt vermutlich der Wandersaibling vor.